# Ng Tze Yong

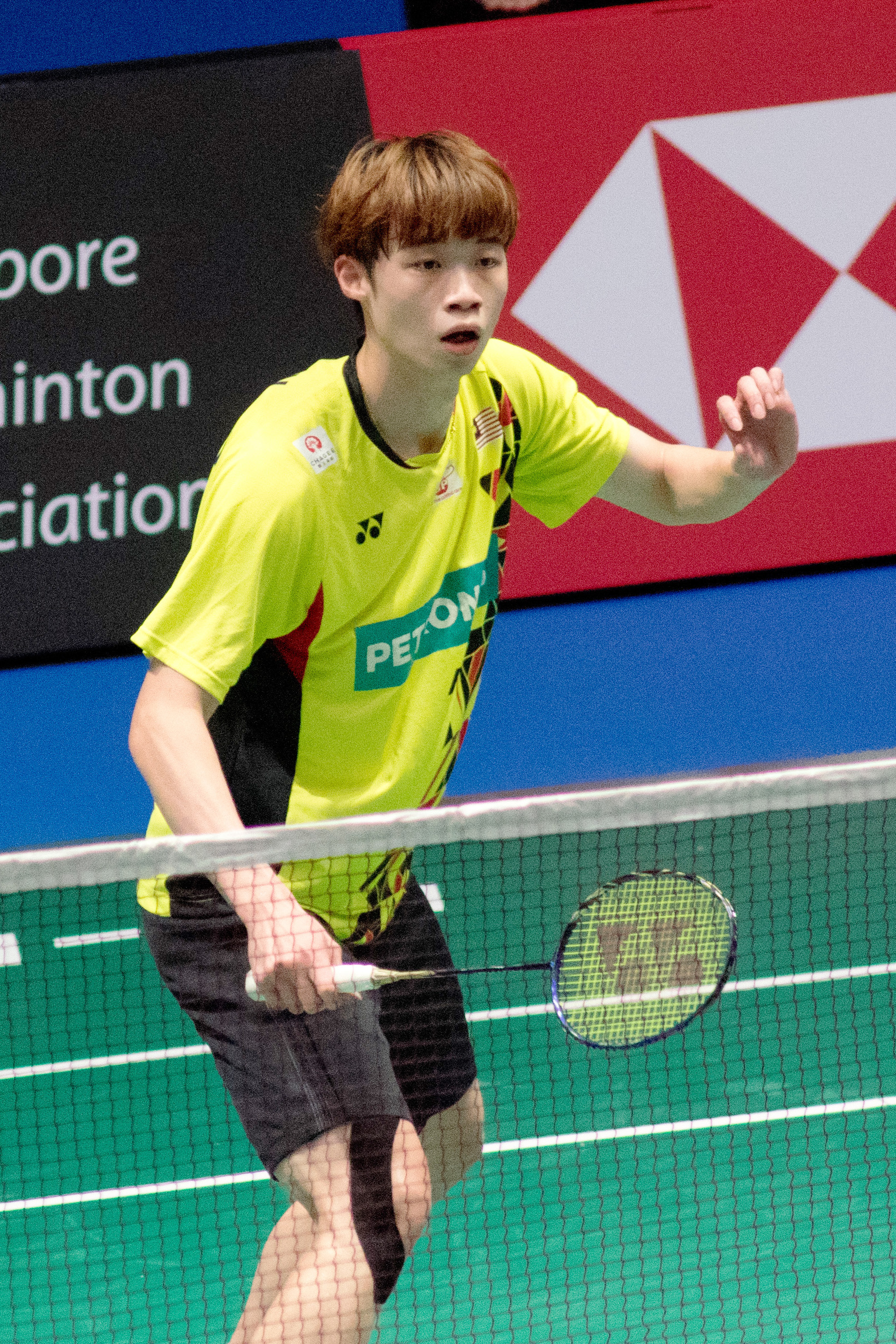
Ng bei den Singapore Open 2022

Ng Tze Yong (chinesisch 黄智勇, Pinyin Huáng Zhì Yǒng; * 16. Mai 2000 in Johor) ist ein malaysischer Badmintonspieler.

## Karriere
Ng machte international auf sich aufmerksam, als er 2017 bei den Juniorenasienmeisterschaften im Herrendoppel an der Seite von Chia Wei Jie und mit der malaysischen Nachwuchsmannschaft die Bronzemedaille erspielte, während das Team bei den Weltmeisterschaften der Junioren im Endspiel an China scheiterte. Im Jahr darauf wurde er bei dem Kontinentalturnier mit dem Team erneut Dritter. 2019 feierte Ng seinen ersten internationalen Turniersieg, nachdem sein koreanischer Finalgegner Lee Hyun-il bei den South Australia International im zweiten Satz verletzungsbedingt aufgeben musste. Im folgenden Jahr zog er mit der Malaysischen Nationalmannschaft der Herren ins Endspiel der Mannschaftsasienmeisterschaften ein, in dem sie gegen die indonesische Auswahl unterlagen. 2021 erspielte Ng die Titel bei den Polish Open, den Belgian International und den Scottish Open und erreichte das Finale der Czech Open. Außerdem stand er mit dem malaysischen Team beim Sudirman Cup auf dem Podium. Im Februar des nächsten Jahres wurde er mit der Herrennationalmannschaft Asienmeister, bevor er bei den Commonwealth Games in Birmingham beim Mannschaftswettbewerb triumphierte und Silber im Einzel gewann. Auch bei den Bahrain International war Ng 2022 siegreich.

## Sportliche Erfolge
| Jahr | Veranstaltung                      | Platz | Disziplin    | Spielpartner |
| ---- | ---------------------------------- | ----- | ------------ | ------------ |
| 2017 | Juniorenasienmeisterschaft 2017    | 3.    | Herrendoppel | Chia Wei Jie |
| 2017 | Juniorenasienmeisterschaft 2017    | 3.    | Mannschaft   | Malaysia     |
| 2017 | Juniorenweltmeisterschaft 2017     | 3.    | Mannschaft   | Malaysia     |
| 2018 | Juniorenasienmeisterschaft 2018    | 3.    | Mannschaft   | Malaysia     |
| 2019 | South Australia International 2019 | 1.    | Herreneinzel |              |
| 2020 | Asienmeisterschaft 2020            | 2.    | Mannschaft   | Malaysia     |
| 2021 | Sudirman Cup 2021                  | 3.    | Mannschaft   | Malaysia     |
| 2021 | Polish Open 2021                   | 1.    | Herreneinzel |              |
| 2021 | Czech Open 2021                    | 1.    | Herreneinzel |              |
| 2021 | Scottish Open 2021                 | 1.    | Herreneinzel |              |
| 2021 | Belgian International 2021         | 2.    | Herreneinzel |              |
| 2022 | Asienmeisterschaft 2022            | 1.    | Mannschaft   | Malaysia     |
| 2022 | Commonwealth Games 2022            | 2.    | Herreneinzel |              |
| 2022 | Commonwealth Games 2022            | 1.    | Mannschaft   | Malaysia     |
| 2022 | Bahrain International 2022         | 1.    | Herreneinzel |              |